# Carey Talley
Pour les articles homonymes, voir Talley.
Carey Talley (né le 26 août 1976 à Memphis, Tennessee, États-Unis) est un footballeur américain.

## Carrière
- 1998-2001 :  D.C. United
- 2002-2003 :  Kansas City Wizards
- 2004-2005 :  FC Dallas
- 2006-2008 :  Real Salt Lake
- 2008-2010 :  Chivas USA
- 2010 :  D.C. United
- 2010 :  Red Bulls de New York